# Talsperre Aguada Blanca
Die Talsperre Aguada Blanca befindet sich am Río Chili im Süden von Peru, 27 Kilometer nordöstlich der Stadt Arequipa. Die Talsperre liegt in der peruanischen Westkordillere an der Nordostflanke des Vulkans Misti. Sie dient der Abflussregulierung und der Energieerzeugung. Betreiber der Anlage ist Empresa de Generación Eléctrica de Arequipa S.A. (Egasa). Der Stausee liegt innerhalb des Schutzgebietes Reserva Nacional de Salinas y Aguada Blanca.

## Staudamm und Stausee
Der in den 1960er Jahren errichtete Steinschüttdamm hat eine Höhe von 48 m. Die Kronenlänge beträgt 80 m. Der Río Chili wird auf einer Länge von 6,2 km aufgestaut. Der auf einer Höhe von 3670 m gelegene Stausee bedeckt eine maximale Fläche von 2,2 km². Oberhalb des Stausees befinden sich an den Zuflüssen Río Sumbay und Río Blanco die Talsperren Chalhuanca und El Frayle.

## Wasserkraftwerk
Das Wasserkraftwerk Charcani V (span. Central Hidroeléctrica Charcani V ⊙) liegt 10 km vom Stausee entfernt flussabwärts. Das Kavernenkraftwerk wurde 1988 fertiggestellt. Es verfügt über drei Einheiten. Jede Einheit umfasst eine vertikal gerichtete Pelton-Turbine. Die installierte Gesamtleistung beträgt 154 MW, die effektive Kraftwerkskapazität liegt bei 144,6 MW. Eine etwa 10 km lange unterirdische Wasserleitung führt vom Stausee zum Wasserschloss (⊙) und weiter über eine Druckleitung zum Kraftwerk. Die Fallhöhe beträgt 706,4 m, die Ausbauwassermenge liegt bei 24,9 m³/s.